# 白鳥 (葛飾区)
白鳥（しらとり）は、東京都葛飾区の町名。現行行政町名は白鳥一丁目から白鳥四丁目。住居表示実施済区域。

## 地理
葛飾区の地理的中央部に位置する。北で亀有一丁目、北東で青戸八丁目、東で青戸三・四丁目、南東で立石五丁目、南で四つ木五丁目、南西で宝町二丁目、西でお花茶屋一・二・三丁目と隣接する。
町域内は主に住宅市街地である。町域の東辺を国道6号（水戸街道）で画し、町域の南部を京成電鉄本線の鉄道路が東西に横断し、隣接する宝町に所在する京成本線お花茶屋駅が最寄り駅となる。お花茶屋駅から500mほどが地上線で、そこから高架線となり水戸街道を高架で通過する。鉄道線路以南に白鳥一丁目、以北に二・三・四丁目が並ぶ。南東に隣接する立石には葛飾区役所が所在し、同区の行政的中心にも近い。

## 歴史

### 地名の由来
1966年（昭和41年）の住居表示実施の際、青戸町、亀有町の各一部を町域として新設された地名で、大正初期までこの地に存在した「白鳥沼」に由来する。白鳥沼には鳥類が多く訪れ、江戸時代には徳川家の鷹狩地であった。

### その他
曳舟川が町域の西辺を流れ、高度経済成長期には生活排水や近隣に多かったメッキ町工場の工場排水の影響で、曳舟川では水質汚濁が深刻な問題となった。白鳥町内にも曳舟川支流がお花茶屋駅から四ツ木斎場を経て水戸街道付近まで流れていた。支流は暗渠化され歩道となっていたものの、町内にある四ツ木斎場（火葬場・斎場）を通り、葬儀の際には霊柩車が車道を通行することから「火葬場通り」の通称で呼ばれていた。
1989年（平成元年）に下水道網が整備されたこともあり、曳舟川の本流は埋め立てられ、白鳥町内の部分は曳舟川親水公園の広場部分となり、同時に支流も埋め立ててタイル歩道と花壇を整備した上で「火葬場通り」のイメージ払拭のため、愛称を「フラワー通り」とすることを町内会が決定し、葛飾区が通り名の看板を設置した。

## 世帯数と人口
2023年（令和5年）1月1日現在（東京都発表）の世帯数と人口は以下の通りである。
| 丁目       | 世帯数    | 人口     |
| ---------- | --------- | -------- |
| 白鳥一丁目 | 679世帯   | 1,407人  |
| 白鳥二丁目 | 1,950世帯 | 3,635人  |
| 白鳥三丁目 | 1,586世帯 | 3,148人  |
| 白鳥四丁目 | 2,023世帯 | 4,027人  |
| 計         | 6,238世帯 | 12,217人 |

### 人口の変遷
国勢調査による人口の推移。
| 年                 | 人口   |
| ------------------ | ------ |
| 1995年（平成7年）  | 10,568 |
| 2000年（平成12年） | 10,595 |
| 2005年（平成17年） | 11,770 |
| 2010年（平成22年） | 12,377 |
| 2015年（平成27年） | 12,203 |
| 2020年（令和2年）  | 11,869 |

### 世帯数の変遷
国勢調査による世帯数の推移。
| 年                 | 世帯数 |
| ------------------ | ------ |
| 1995年（平成7年）  | 4,147  |
| 2000年（平成12年） | 4,252  |
| 2005年（平成17年） | 4,730  |
| 2010年（平成22年） | 5,228  |
| 2015年（平成27年） | 5,325  |
| 2020年（令和2年）  | 5,434  |

## 学区
区立小・中学校に通う場合、学区は以下の通りとなる（2021年4月時点）。
| 丁目       | 番地                              | 小学校               | 中学校             |
| ---------- | --------------------------------- | -------------------- | ------------------ |
| 白鳥一丁目 | 全域                              | 葛飾区立宝木塚小学校 | 葛飾区立大道中学校 |
| 白鳥二丁目 | 全域                              | 葛飾区立白鳥小学校   | 葛飾区立大道中学校 |
| 白鳥三丁目 | 3〜12番 17～23番                  | 葛飾区立白鳥小学校   | 葛飾区立大道中学校 |
| 白鳥三丁目 | 1～2番 13～16番 24～25番 27～28番 | 葛飾区立白鳥小学校   | 葛飾区立双葉中学校 |
| 白鳥三丁目 | 26番 29〜32番                     | 葛飾区立白鳥小学校   | 葛飾区立亀有中学校 |
| 白鳥四丁目 | 16～22番                          | 葛飾区立白鳥小学校   | 葛飾区立亀有中学校 |
| 白鳥四丁目 | 1〜15番                           | 葛飾区立白鳥小学校   | 葛飾区立大道中学校 |

## 事業所
2021年（令和3年）現在の経済センサス調査による事業所数と従業員数は以下の通りである。
| 丁目       | 事業所数  | 従業員数 |
| ---------- | --------- | -------- |
| 白鳥一丁目 | 47事業所  | 697人    |
| 白鳥二丁目 | 94事業所  | 852人    |
| 白鳥三丁目 | 94事業所  | 1,213人  |
| 白鳥四丁目 | 97事業所  | 1,471人  |
| 計         | 332事業所 | 4,233人  |

### 事業者数の変遷
経済センサスによる事業所数の推移。
| 年                 | 事業者数 |
| ------------------ | -------- |
| 2016年（平成28年） | 323      |
| 2021年（令和3年）  | 332      |

### 従業員数の変遷
経済センサスによる従業員数の推移。
| 年                 | 従業員数 |
| ------------------ | -------- |
| 2016年（平成28年） | 3,633    |
| 2021年（令和3年）  | 4,233    |

## 交通

### 鉄道
- 町域内に鉄道駅はないが、隣接する宝町に所在する京成本線お花茶屋駅が最寄り駅となる。

### 路線バス
- 町域内に都営バス青戸支所が所在する。
- 町域内を運行する路線バスは、以下のバス事業者が運行する。
  - 都営バス青戸支所
  - 京成バス東京（旧：京成タウンバス）
  - 京成バス奥戸営業所

### 道路
- 国道6号（水戸街道）
- 曳舟川通り - ただし平行する支道部分のみで、本道はお花茶屋に属する。

## 施設

### 教育
- 葛飾区立白鳥小学校

### 福祉
- 白鳥児童館
- 白鳥福祉館
- 特別養護老人ホームかつしか苑

### 公園
- 曳舟川親水公園
- 白鳥公園 - 葛飾白鳥相撲教室[18]が区の許可を得て私費で造り使用している相撲の土俵がある。区の所有地であり一般人の立入は制限されていない。日本相撲協会が主催する大相撲の幕内力士である大道健二、千代大龍秀政は、義務教育時代にこの相撲教室で稽古した出身者である。
- 白鳥北公園
- 白鳥東公園
- 白鳥四丁目公園
- 白鳥南公園
- 白鳥わかば公園
- しらぎく児童遊園
- しろふね児童遊園
- 白鳥東にこにこ児童遊園
- 白鳥東さわやか児童遊園
- 白鳥東なかよし児童遊園
- 新道口児童遊園
- みどり児童遊園

### バス
- 白鳥四丁目バス
- 白鳥一丁目バス
- 白鳥わかばバス

などです。

### 文化
- 葛飾区郷土と天文の博物館

### その他
- 白鳥憩い交流館
- 東京博善四ツ木斎場
- 延命寺
- 浄泉寺

## その他

### 日本郵便
- 郵便番号 : 125-0063[3]（集配局 : 葛飾新宿郵便局[19]）。